# Miejskie Przedsiębiorstwo Oczyszczania w Toruniu
Miejskie Przedsiębiorstwo Oczyszczania w Toruniu (MPO Sp. z o.o.) – zakład zajmujący się odbiorem i gospodarowaniem odpadami komunalnymi oraz dbaniem o czystość ulic, obsługujący Toruń i okoliczne gminy. Powstało ono w 1991 roku, w wyniku przekształcenia ówczesnego Przedsiębiorstwa Robót Sanitarno-Porządkowych w MPO spółkę z ograniczoną odpowiedzialnością. Główna siedziba zakładu mieści się przy ul. Grudziądzkiej 159. Do MPO Sp. z o.o. należy również Zakład Unieszkodliwiania Odpadów Komunalnych przy ul. Kociewskiej 37, a także punkty selektywnego zbierania odpadów komunalnych: Dwernickiego 15–15a oraz przy ul. Kociewskiej 35.
Do zadań MPO Sp. z o.o. należą: odbiór i gospodarowanie odpadami komunalnymi, utrzymywanie czystości ulic i parków, obsługa imprez plenerowych, sprzedaż środków poprawiających właściwości gleby, brakowanie dokumentów, utrzymywanie cmentarza dla zwierząt „Tęczowy las”, prowadzenie zajęć edukacyjnych z zakresu ekologii.